# Meilenstein (Kloster Neubrandenburg)

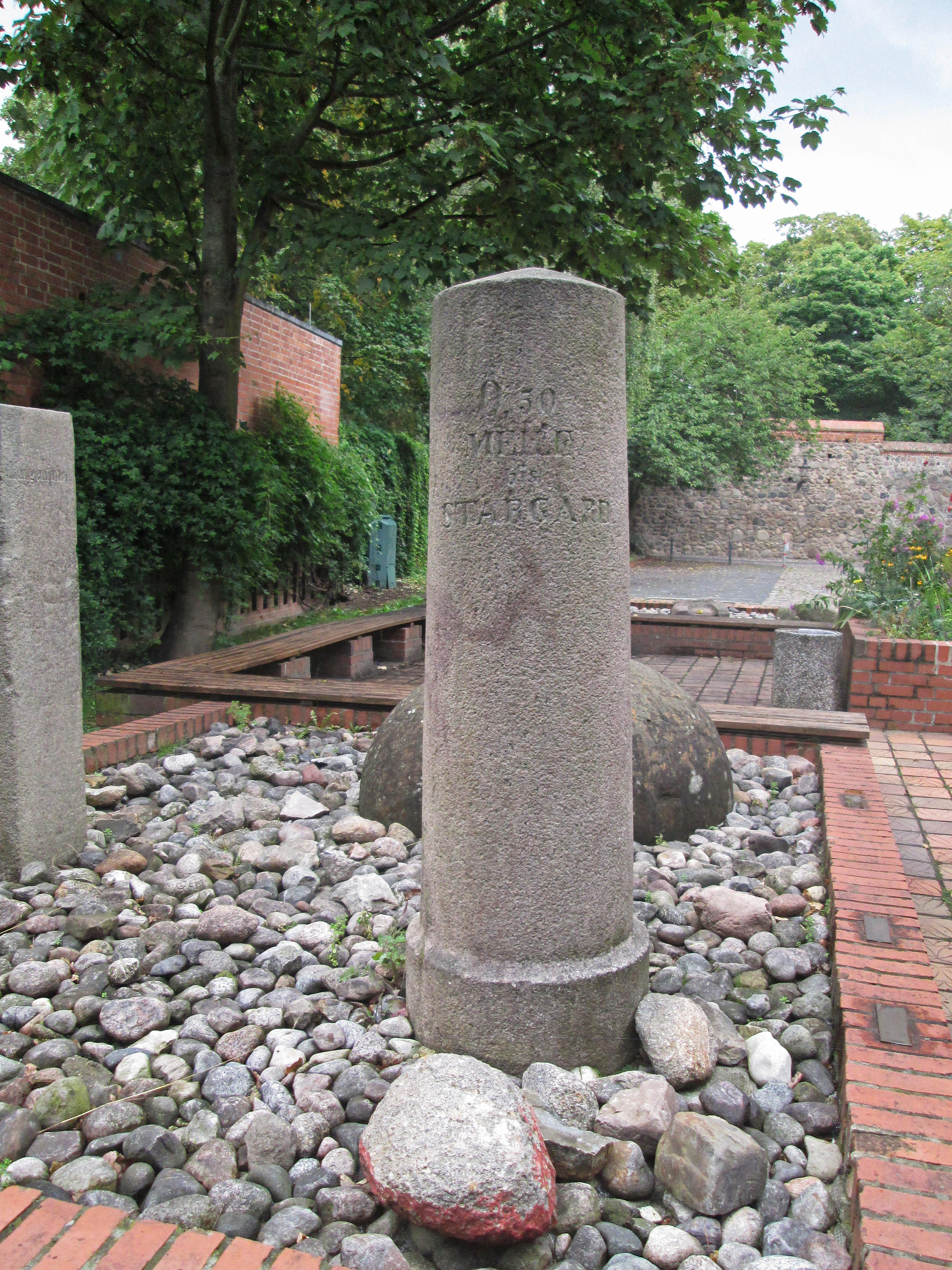
Mecklenburg-Strelitzer Meilenstein in Neubrandenburg

Der Meilenstein im Klosterareal in Neubrandenburg ist ein Kleindenkmal in der Stadt Neubrandenburg im Landkreis Mecklenburgische Seenplatte in Mecklenburg-Vorpommern.
Im Franziskanerkloster Neubrandenburg wurde nördlich der St. Johannis um das Jahr 1980 ein Lapidarium für Steine aller Art eingerichtet, die an ihrem ursprünglichen Standort abgebaut wurden. Unter diesen Steinen befindet sich auch ein Rundsockelstein, der zwei noch lesbare Inschriften trägt: 0,5 Meile bis Stargard und 3 Meilen bis Neu-Strelitz. Da sich beide Orte südlich von Neubrandenburg befinden, darf man davon ausgehen, dass auch er einst südlich der Stadt stand. Eine beigegebene Tafel erklärt: „Meilenstein mit Aufschrift; Vermutlicher historischer Standort: südlich Tannenkrug an der F96; Material Granit-Porphyr; Fundort: Straße östl. v. Wulkenzin, Krs Nbdbg.“
Der fast 1,5 Meter hohe Mecklenburg-Strelitzer Meilenstein steht unter Denkmalschutz und ist in die Liste der Baudenkmale in Neubrandenburg aufgenommen worden. Im Jahr 2015 wurde bekannt, dass die Rundsäule bereits am vierten Standort steht. Zunächst befand sie sich nordwestlich von Burg Stargard an der heutigen Landesstraße 33, dann an der Bundesstraße 96, ebenfalls nordwestlich von Burg Stargard, aber näher am Tollensesee, wo noch der Sockel erhalten ist und erst dann kam er nach Wulkenzin, von wo er zum heutigen Standort gelangte, nachdem sein Einsatz dort als Verkehrsinsel-Markierung von kurzer Dauer war. In dieser kurzen Zeit war er weiß angestrichen.